# Liga Comunista Revolucionária (Espanha)
A Liga Comunista Revolucionaria (LCR) foi um partido político comunista espanhol de linha trotskista. Atualmente, o partido Izquierda Anticapitalista reclama-se herdeiro direto da LCR. 

## História

### Fundação
A LCR foi fundada em 1971 por membros do grupo catalão Comunisme, pela sua vez procedente da Frente de Liberación Popular (FLP), como seção espanhola do Secretariado Unificado da IV Internacional. O seu objetivo era constituir-se num partido revolucionário que rechaçasse a colaboração entre classes e propugnasse um modelo de organização territorial baseado na confederação de repúblicas com reconhecimento do direito de autodeterminação para cada uma delas. O objetivo de fundo era  instaurar a ditadura do proletariado através de Conselhos Operários que funcionassem como organismos de representação direita que evitassem a burocratização que, segundo o seu trotskismo, se tinha instalado na União Soviética. 

### Evolução inicial
Em 1972 aparece uma cisão chamada Liga Comunista, que rechaça o ultra-esquerdismo e propõe avançar face a uma organização de massas, penetrando nos sindicatos então clandestinos CC.OO. e UGT, e que finalmente se reintegrará de novo na LCR em 1978. Antes disso, em 1973, unifica-se com uma cisão da ETA que, depois da sua V Assembleia (ETA-VI), decide abandonar a luta armada como forma de combater a ditadura franquista. Com esta confluência, a LCR instituiu-se no País Basco e em Navarra, onde até a época tinha uma presença muito minoritária, sob o nome LCR-ETA(VI). Após a morte do General Franco e devido à dificuldade para manter no resto da Espanha essa referência à ETA, a LCR suprimiu essa denominação e cindiu-se para criar, tanto no País Basco como em Navarra uma organização autónoma denominada Liga Komunista Iraultzailea (LKI), ligada ainda à organização estatal. 
Nas primeiras eleições democráticas após a morte de Franco, devido a que a LCR era ainda um partido ilegal, decidiu apoiar a candidatura da Frente por la Unidad de los Trabajadores (FUT), que atingiu 41.208 votos (0,22%), sem conseguir representação nas novas instituições democráticas espanholas. 
Nos seguintes anos, a LCR impulsionará várias plataformas eleitorais locais até resolver apoiar as campanhas pró-abstenção desde meados da década de 1980. Deste modo, em 1978 apoia diversos partidos de esquerda como Esquerra Unida del País Valencià (EUPV); em 1980 impulsiona Unitat pel Socialisme para as eleições autonómicas de Catalunha, e em 1982 decide apresentar-se na própria Catalunha sob o nome de Front Comunista de Catalunya (FCC) às eleições estatais. Ao mesmo tempo, no País Basco conflui através de LKI com outras organizações como a abertzale LAIA e Nueva Izquierda (cisão de Euskadiko Ezkerra (EE)), para formar a coligação eleitoral Auzolan (Trabalho vicinal), que também contava com o apoio do Movimento Comunista do País Basco (EMK). Porém, as suas relações com o Partido Comunista da Espanha (PCE) eram péssimas, ao ponto de diversos enfrentamentos muito tensos. 

### Unidade de ação com o Movimento Comunista
Nos derradeiros anos da década de 1980 começa um período de colaboração com o Movimento Comunista (MC), organização de tendência maoísta surgida de ETA Berri (uma cisão na ETA produzida já em 1967). Essa colaboração produz uma unidade de ação que se verifica em convocatórias e campanhas conjuntas, embora cada organização mantivesse a sua independência. 
Durante essa época, a LCR editou dois órgãos a nível estatal: Combate, de periodicidade mais curta e mais ligada a questões quotidianas e à análise imediata, e Inprecor, revista de análise teórica e internacional. Durante um período mais breve também editou Comunismo, mais uma revista teórica. Ademais, as diferentes organizações territoriais também possuíam órgãos de expressão, como Demà, publicada em língua catalã para Catalunha, o País Valenciano e as Ilhas Baleares; ou o Zutik, editado pela LKI no País Basco. Pela sua vez, a organização juvenil da LCR, denominada Juventudes Comunistas Revolucionarias (JCR) editava a revista Barricada, enquanto a organização juvenil da LKI, denominada Iraultza Taldeak editava Utikan! e Zartadaka. 
A unidade LCR-MC teve uma grande importância na política espanhola da década de 1980, já que foram os principais promotores das mobilizações anti-NATO (através da organização Plataforma Cívica, dos protestos contra as bases dos Estados Unidos da América na Espanha, do juízo contra os GAL, do desenvolvimento do feminismo na Espanha e mesmo das primeiras manifestações do dia do orgulho gay. Ademais, ambas as formações realizaram a campanha de Herri Batasuna fora do País Basco, o que provocou fortes tensões internas, já que tanto a LCR como o MC eram muito críticos com os métodos da ETA. Contudo, graças à ajuda de ambas as organizações e de outras, Herri Batasuna atingiu um escano no Parlamento Europeu naquela legislatura e na seguinte. 
Finalmente, em 1991, a LCR e o MC unificaram-se criando um partido denominado Izquierda Alternativa. O novo partido estava organizado a nível federal, de modo que cada uma das organizações territoriais possuiu um nome diferente: Liberación em Madrid, Revolta em Catalunha e a Comunidade Valenciana, Zutik no País Basco, Batzarre em Navarra, Inzar na Galiza, Lliberación nas Astúrias, Acción Alternativa em Andaluzia, etc. Também foram reorganizados os meios de expressão: a nova organização editou dois órgãos: Página abierta e Viento Sur, enquanto a antiga editora do MC, Revolución, passou a denominar-se Talasa. Ademais, em 1995, Izquierda Alternativa aderiu à coligação Izquierda Unida (IU), que desde 1986 reunia diversos partidos da esquerda política e republicanos como o Partido Comunista da Espanha, o seu membro mais representativo. 
Em qualquer caso, a unificação teve uma vida muito breve, já que entre os antigos membros da LCR cresceu a ideia de que estavam a ser engolidos pelo mais numeroso MC. Em 1993, Izquierda Alternativa cindiu-se em dois grupos: o grupo do LCR que manteve o nome da coligação, e o grupo do MC, que passou a denominar-se Liberación. Contudo, algumas organizações territoriais como Inzar, Zutik ou Batzarre mantiveram-se, ainda quando com tensões internas. As lutas internas no seio de Izquierda Alternativa levaram a um abandono maciço da filiação que atingiu um terço. 

### Redefinição como Espacio Alternativo
Os militantes da LCR que permaneceram em Izquierda Alternativa, incluído o seu ideólogo, Jaime Pastor, formaram uma nova organização conjuntamente com setores ecossocialistas denominada Espacio Alternativo, inicialmente como uma corrente dentro de Izquierda Unida (IU), mas mantendo a soberania política e também a sua publicação: Viento Sur. Embora as discrepâncias entre muitos dos antigos membros e dirigentes da LCR e do antigo Secretariado Unificado da  IV Internacional, a nova organização, Espacio Alternativo, reivindicava-se como sucessora da LCR. 
Paulatinamente, a organização consolida-se e, em dezembro de 2007, após o seu V Encontro Confederal, resolve a saída de IU, renomeando-se como Izquierda Anticapitalista, com o qual concorre às eleições europeias de junho de 2009 conjuntamente com o Novo Partido Anticapitalista (NPA) impulsionado pela LCR francesa, o Bloco de Esquerda de Portugal e a Sinistra Crítica de Itália.